# 中国社会科学院
中国社会科学院（ちゅうごくしゃかいかがくいん）は、中華人民共和国の哲学及び社会科学研究の最高学術機構であり、総合的な研究センター。研究所31、研究センター45、研究者4200人を擁し、中国政府のシンクタンクとして大きな影響力をもつ。また世界80ヵ国のシンクタンク、高等研究機関200余りと日常的に交流する。国務院直属事業単位である。

## 歴史
文化大革命後の1977年5月、中国科学院の哲学社会科学学部を基礎として新設された。一部研究所は中国科学院時代から存在する。初代院長は胡喬木、第2代院長は馬洪、第3代胡縄、第4代李鉄映、現任院長は陳奎元である。

## 研究所
経済研究所、哲学研究所、世界宗教研究所、考古研究所、歴史研究所、近代史研究所、世界歴史研究所、文学研究所、外国文学研究所、語言研究所、法学研究所、民族研究所、世界経済研究所、
工業経済研究所、農村発展研究所、財貿经経済研究所、ニュース・放送研究所、マルクス主義研究院、社会学研究所、人口研究所、少数民族文学研究所、世界経済と政治研究所、米国研究所、日本研究所、台湾研究所、欧洲研究所、東欧中央アジア研究所、西アジアアフリカ研究所、ラテンアメリカ研究所、（中国辺疆史地研究センター）

## 出版物
『中国社会科学』、『歴史研究』、『考古』、『哲学研究』、『経済研究』、『法学研究』、『文学評論』、『世界経済』など82種の学術雑誌を発行する。
また直属事業部である中国社会科学出版社から各種学術書籍を出版している。

## 地方社会科学院
各省、自治区、直轄市及び主要都市には地方社会科学院が設置されている。（上海社会科学院、遼寧社会科学院、吉林省社会科学院、黒龍江省社会科学院、哈爾濱市社会科学院など）。これらは地方政府所轄であり、中国社会科学院と連携関係はあるが、中国社会科学院の地方組織（地方支部）ではない。

## 活動
中国東北部・旧満洲における歴史研究プロジェクトである東北工程を主宰しており、2004年には広開土王碑を中心とした高句麗遺跡が『高句麗前期の都城と古墳』として世界遺産に登録された。東北工程における高句麗の扱いを巡っては、高句麗史を朝鮮史に属すると主張する韓国において、「歴史的帰属」の侵害であるとの反発が起きている。
また、中国東北部・旧満洲における南満洲鉄道研究の中心地として「満鉄研究センター」を吉林省長春に設立しており、歴史問題に利用しようとする中国政府の狙いがあるともされている。満洲国の皇帝だった愛新覚羅溥儀を研究する「溥儀研究院」が長春で創設された際も中国社会科学院は設立に立ち会っている。